# Dina
Dina — рід п'явок родини Erpobdellidae ряду Безхоботні п'явки (Arhynchobdellida). Має 5 видів. Раніше була підродом роду Erpobdella. Лише у 2002 році виокремлено як самостійний рід. З огляду на це часто різні дослідники відносять одні ті самі види до родів Dina чи Erpobdella.

## Опис
Загальна довжина представників роду коливається від 6 до 8 см, завширшки 6—8 мм. Зовні схожа на представників роду Erpobdella. Відрізняються переважно своїм забарвленням, яке більше розмальоване й строкате.

## Спосіб життя
Зустрічаються у невеличких річках, ставках та озерах, водоймах зі стоячою водою, часто у гірській місцині з теплим, м'яким кліматом. Чудово плаває. Є хижаками, що полюють на дрібних водних безхребетних.

## Розповсюдження
Поширено на Балканському півострові, в Чехії, Словаччині, Австрії, Румунії, Угорщині, Польщі, Україні, Росії, Грузії. Зустрічаються також у Дагестані, Азербайджані, Ірані, Туреччині, Передній Азії. Заселено також у водойми Швеції та КНР.

## Види
- Dina apathyi
- Dina absoloni
- Dina dubia
- Dina lineata
- Dina orientalis
- Dina stschegolewi